# کریم‌آباد گاوخانه
کریم‌آباد گاوخانه، روستایی است از توابع بخش چترود شهرستان کرمان در استان کرمان ایران.

## جمعیت
این روستا در دهستان کویرات قرار داشته و براساس آخرین سرشماری مرکز آمار ایران که در سال ۱۳۸۵ صورت گرفته، جمعیت آن 42نفر ( 9خانوار) بوده‌است.